# Philip af Slesvig-Holsten-Gottorp
Philip, Hertug af Slesvig-Holsten-Gottorp (født 10. august 1570, død 18. oktober 1590) var hertug af de gottorpske dele af hertugdømmerne Slesvig og Holsten fra 1587 til 1590. Han var den anden søn af Hertug Adolf af Slesvig-Holsten-Gottorp og Christine af Hessen.

## Biografi
Philip blev født den 10. august 1570 på Gottorp Slot som det tredje barn og anden søn af Hertug Adolf af Slesvig-Holsten-Gottorp og Christine af Hessen. Han modtog undervisning i latin og fransk af den franske adelsmand Antoine de Cauce, der fulgte ham og hans storebror på deres udlandsrejse.
Philip blev hertug allerede som 17-årig ved sin storebror Hertug Frederik 2.'s død i 1587. Da han ikke var myndig fungerede hans mor, Hertuginde Christine som regent på hans vegne. Da hun ønskede sønnen udnævnt til regent i den gottorpske del af hertugdømmerne uden stændernes valg, udbrød der en skarp strid med stænderne under hendes ledelse. Striden endte med deres nederlag, i det de måtte finde sig i, at landdagen den 19. september 1588 valgte ham til hertug og modtog løfte om privilegiernes overholdelse. Ved hyldningen undlod han dog at hæve fingeren ved bekræftelse af stændernes privilegier. Han søgte derved at demonstrere, at han ikke aflagde ed på gamle rettigheder men blot konkret anerkendte dem her og nu.
I den nærmest følgende tid fulgte en uenighed med den danske regering om Svavsted Amt. Hertug Philip døde allerede som 20-årig den 18. oktober 1590. Han blev efterfulgt som hertug af sin yngre broder Johan Adolf. Han blev begravet i krypten i Slesvig Domkirke.

## Fuld officiel titel
- Af Guds Nåde Arving til Norge, Hertug til Slesvig, Holsten, Stormarn og Ditmarsken, Greve til Oldenborg og Delmenhorst etc.